# Шеридан (тауншип, Миннесота)
Шеридан (англ. Sheridan) — тауншип в округе Редвуд, Миннесота, США. На 2000 год его население составило 253 человека.

## География
По данным Бюро переписи населения США площадь тауншипа составляет 88,0 км², из которых 87,9 км² занимает суша, а 0,1 км² — вода (0,09 %).

## Демография
По данным переписи населения 2000 года здесь находились 253 человека, 85 домохозяйств и 68 семей.  Плотность населения —  2,9 чел./км².  На территории тауншипа расположено 87 построек со средней плотностью 1,0 построек на один квадратный километр. Расовый состав населения: 98,81 % белых, 0,40 % азиатов, 0,40 % — других рас США и 0,40 % приходится на две или более других рас. Испанцы или латиноамериканцы любой расы составляли 2,37 % от популяции тауншипа.
Из 85 домохозяйств в 40,0 % воспитывались дети до 18 лет, в 67,1 % проживали супружеские пары, в 5,9 % проживали незамужние женщины и в 20,0 % домохозяйств проживали несемейные люди. 17,6 % домохозяйств состояли из одного человека, при том 8,2 % из — одиноких пожилых людей старше 65 лет. Средний размер домохозяйства — 2,98, а семьи — 3,40 человека.
34,4 % населения — младше 18 лет, 5,5 % — в возрасте от 18 до 24 лет, 23,3 % — от 25 до 44, 23,3 % — от 45 до 64, и 13,4 % — старше 65 лет. Средний возраст — 35 лет. На каждые 100 женщин приходилось 120,0 мужчин.  На каждые 100 женщин старше 18 приходилось 124,3 мужчин.
Средний годовой доход домохозяйства составлял 48 594 доллара, а средний годовой доход семьи —  49 688 долларов. Средний доход мужчин —  37 500  долларов, в то время как у женщин — 22 813. Доход на душу населения составил 19 099 долларов. За чертой бедности находились 8,1 % семей и 9,3 % всего населения тауншипа, из которых 14,8 % младше 18 и 6,5 % старше 65 лет.